# 乔治·杜比
乔治·杜比（法語：Georges Duby，法語發音：[ʒɔʁʒ dybi]；1919年10月7日—1996年12月3日）是一位专门研究中世纪社会和经济史的法国历史学家。
杜比出生于巴黎的一个工匠家庭，他于1942年在里昂获得了本科学位，并于 1952年在索邦大学獲得碩士學位。他起初在贝桑松任教，然后在普罗旺斯艾克斯大学任教，1970年成为法兰西公学院中世纪社会史主席。1987年入選法兰西学术院。1991年退休。